# Nombre d'accélération
Le nombre d’accélération {\displaystyle (Ac)} est un nombre sans dimension utilisé en mécanique des fluides pour caractériser des fluides rapidement accélérés,.
On le définit de la manière suivante :
{\displaystyle Ab={\frac {E^{3}}{\rho \;g^{2}\;\mu ^{2}}}}
avec :
- E - module d'élasticité
- ρ - masse volumique
- g - accélération gravitationnelle
- μ - viscosité dynamique.